# グラント・ゲイル
グラント・オスカー・ゲイル（Grant Oscar Gale、1903年12月29日 - 1998年4月14日) は、アメリカ合衆国の物理学者である。アイオワ州グリネルのグリネル大学の物理学教授であり、グリネル物理歴史博物館の管理者。
グリネルキャンパスにあるグラント・O・ゲイル天文台は彼の名にちなんで命名されたものである。

## 生涯
ウィスコンシン大学の学部生だったゲイルは、ノーベル物理学賞を2度受賞した唯一の人物であるジョン・バーディーンの同級生で、後年連絡を取り合っていた。
1928年の卒業後、ゲイルはグリネル大学で物理学の講師の職に就き、後に物理学の教授になった。1998年に亡くなるまで、時代遅れになった科学機器を収集し、一連の展示品を保全し続け、これらが現在のグリネル物理歴史博物館の中核を形成している。グリネル大学でのゲイルの最も著名な教え子の1人は、集積回路の共同発明者であり、インテル社の創業者でもあるロバート・ノイスである。ノイスはゲイルの物理学講座に参加し、物理学に魅了されていった。ゲイルはベル研究所にいたバーディーンから初期のトランジスタを2個譲り受け、それを学生に見せた。ノイスはそれに目を奪われた。

ノイスがグリネル大学でゲイルの教え子として過ごした時期～
ゲイルは、バーディーンとその研究を続けており、ノイスが学部生だった1948年に、2つのトランジスタを手に入れた。ノイスは、ゲイルと一緒にトランジスタを研究し、その無限の可能性にいち早く触れたのである。
しかし同時にノイスは手に負えないいたずら好きという面もあった。屋外便所をひっくり返したり、届出もなく花火を打ち上げたりというのはまだいい方で、仲間と共に飲酒した上でルアウ（宴会）のために豚を盗み屠殺するというのは全く別次元の問題だった。ノイスと仲間はその所業を後になって後悔し、農場に行って豚の代金を支払おうとした。農夫（実際には市長でもあった）は豚が盗まれていたことに気づいていなかったが、話を聞いて激怒した。農夫はグリネル大学の学長に連絡し、保安官も呼んでノイスらを刑事告発すると主張した。ノイスは停学となり、1948年には大学だけでなくグリネルの町から追放された。この時のノースに対するゲイルの指導は彼を懲戒処分から守るのに役立った。アイオワ州では家畜の窃盗は重罪であったため、ゲイルの介入がなければ、退学となり、刑務所行きになっていたかもしれない。
ノイスは追放されている期間をニューヨークの生命保険会社の保険計理部の事務員として働いて過ごした。その後グリネルに戻り、1949年4月にグリネル大学を何とか卒業した。その後アメリカ空軍に入隊しようとしたが、色覚異常だったため戦闘機パイロットになれないことを知り、兵役そのものから逃れることにした。ゲイルはマサチューセッツ工科大学（MIT）の物理学の博士課程への進学を勧め、ノイスはそれに従った。ゲイルはまた、グリネルの音楽学生ハービー・ハンコックの物理学の教師でもあった。
グリネル大学キャンパスのノイス科学センターの隣にある大きな「アルファとオメガの日時計」は、ゲイルの妻ハリエットにちなんで名付けられたものである。